# 祓川 (伊達市)
祓川（はらいがわ）は、福島県伊達市を流れる河川。阿武隈川水系に属す一級河川である。

## 流路
伊達市霊山町大石の宮城県境付近に源を発し西へ流れる。途中、霊山湧水の里より流れくる大石川を合わせ、広瀬川に合流する。一級河川における上流端は霊山町大石の市の萱・狸塚。